# Kinyongia magomberae
Espèce
Statut de conservation UICN

 EN B1ab(i,ii,iii)+2ab(i,ii,iii) : En danger
Statut CITES
Kinyongia magomberae est une espèce de sauriens de la famille des Chamaeleonidae.

## Répartition
Cette espèce est endémique de Tanzanie. Elle se rencontre dans les monts Udzungwa.

## Étymologie
Cette espèce est nommée en référence à la forêt de Magombera ou a été découvert l'holotype.

## Publication originale
- Menegon, Tolley, Jones, Rovero, Marshall & Tilbury, 2009 : A new species of chameleon (Sauria: Chamaeleonidae: Kinyongia) from the Magombera forest and the Udzungwa Mountains National Park, Tanzania. African journal of herpetology, vol. 58, p. 59-70 (texte intégral).